# Kirovite
La kirovite è un minerale, un solfato eptaidrato di ferro e magnesio ed è una varietà ricca di magnesio della melanterite, con la quale condivide le caratteristiche principali.

## Etimologia e storia
La kirovite è un nome dato nel 1939 da Grigoriy Nikolaevitch Vertushkov in onore di Sergej Mironovič Kirov (1886 - 1934). A Kirov, che era un funzionario del governo russo e membro del Partito Comunista, furono intitolate molte cose, in seguito al suo assassinio, come le città di Kirovsk (una nell'Oblast' di Leningrado e un'altra nell'Oblast' di Murmansk) e la penisola di Kola, tra le altre.

## Abito cristallino
La kirovite, essendone una varietà, condivide con la melanterite le caratteristiche cristalline: cristallizza nel sistema monoclino nel gruppo spaziale P21/c (gruppo nº 14).

## Origine e giacitura
La genesi è secondaria, pressoché identica a quella della melanterite: si forma nelle parti ossidate dei giacimenti che contengono solfuri di ferro ed è abbondante nelle zone prive di umidità e desertiche perché è solubile in acqua.
La paragenesi è con melanterite, alotrichite e pisanite.
La kirovite è stata rinvenuta nella contea di Capo Bretone in Nuova Scozia (Canada); nel distretto di Gelnica nella regione di Košice (Slovacchia); nella contea di Routt in Colorado (Stati Uniti).

## Forma in cui si presenta in natura
Si presenta in cristalli, aggregati stalattitici ed efflorescenze.